# Чемпионат Европы по лёгкой атлетике в помещении 1981 — спортивная ходьба на 5000 метров (мужчины)
Соревнования по спортивной ходьбе на 5000 метров у мужчин на чемпионате Европы по лёгкой атлетике в помещении в Гренобле прошли 22 февраля 1981 года во Дворце спорта.
Дисциплина впервые проводилась на чемпионате Европы в помещении и имела лишь демонстрационный статус.

## Рекорды
До начала соревнований действующими были следующие рекорды в помещении.
| Высшее мировое достижение | Карло Маттиоли (Италия) | 18.59,2 | Милан, Италия | 19 февраля 1980 |
| Рекорд Европы             | Карло Маттиоли (Италия) | 18.59,2 | Милан, Италия | 19 февраля 1980 |

## Расписание
| Дата            | Раунд соревнований |
| --------------- | ------------------ |
| 22 февраля 1981 | Финал              |

Время местное (UTC+2)

## Медалисты
| Золото             | Серебро                  | Бронза                |
| Хартвиг Гаудер ГДР | Маурицио Дамилано Италия | Жерар Лельевр Франция |

## Результаты
Обозначения: | WB — Высшее мировое достижение | ER — Рекорд Европы | NR — Национальный рекорд | WL — Лучший результат сезона в мире | EL — Лучший результат сезона в Европе | PB — Личный рекорд | SB — Лучший результат в сезоне | DNS — Не стартовал | DNF — Не финишировал | DQ — Дисквалифицирован

На старт захода вышли 7 участников. Первым к финишу пришёл олимпийский чемпион Хартвиг Гаудер из ГДР.
| Место | Атлет             | Гражданство    | Результат | Примечания |
| ----- | ----------------- | -------------- | --------- | ---------- |
| 1     | Хартвиг Гаудер    | ГДР            | 19:08.59  | WL, NR     |
| 2     | Маурицио Дамилано | Италия         | 19:13.90  | PB         |
| 3     | Жерар Лельевр     | Франция        | 19:55.02  | PB         |
| 4     | Джорджо Дамилано  | Италия         | 20:31.97  | PB         |
| 5     | Доминик Гебе      | Франция        | 20:41.25  | PB         |
| 6     | Паскаль Ленглар   | Франция        | 21:41.37  | PB         |
| 7     | Роджер Миллз      | Великобритания | 22:08.87  | NR         |